# Hersiliola sternbergsi
Espèce
Hersiliola sternbergsi est une espèce d'araignées aranéomorphes de la famille des Hersiliidae.

## Distribution
Cette espèce se rencontre, :
- en Iran ;
- au Turkménistan dans les provinces de Balkan, de Lebap et de Mary ;
- en Ouzbékistan dans les provinces de Boukhara et de Navoï.

## Description
Les males mesurent entre 4,6 et 5,4 mm et les femelles entre 5,0 et 5,2 mm

## Étymologie
Cette espèce est nommée en l'honneur d'arachnologiste letton Maris Šternbergs (1940-1996).

## Publication originale
- Marusik & Fet, 2009 : A survey of east Palearctic Hersiliola Thorell, 1870 (Araneae, Hersiliidae), with a description of three new genera. ZooKeys, no 16, p. 75-114 (texte intégral).